# Montañas de Aracanguy
Las montañas de Aracanguy, son un grupo de colinas redondeadas de baja altura en el departamento de Canindeyú, Paraguay. Las mismas se encuentran en la región este de Paraguay flanqueadas por el río Paraná por el este y el río Paraguay por el oeste.
Estas colinas de basalto forman parte del extremo suroeste de la meseta central brasileña. Las colinas de Arancaguy se encuentran ubicadas en forma paralela a las cordilleras de Caaguazú y  Mbaracayú.
Por ellas circulan los ríos  Curuguaty, Jejuí Guazú, y Corrientes que desembocan en el río Paraguay, como también los ríos Ytambey y Acray que desembocan en el Paraná. 